# Friedrich Chrysander
Karl Franz Friedrich Chrysander (Lübtheen, 8 de julho de 1826 – Bergedorf, 3 de setembro de 1901) foi um musicólogo e editor musical da Alemanha.

## Vida
Filho de um moleiro, educou-se na Universidade de Rostock, obtendo em 1853 o grau de Doutor em Filosofia. Depois passou a se concentrar na história da música e musicologia, seguindo uma linha de trabalho que respeitava o texto original sem edições ou modernizações. Entre 1858 e 1902, através da Händel-Gesellschaft, realizou a maior parte do trabalho de edição das obras completas de Händel, com o auxílio de Julius Rietz e Max Seiffert. Discordando do trabalho de seus assistentes, abandonou o projeto e passou a realizá-lo em privado, imprimindo-o pessoalmente em uma oficina instalada em sua casa. O resultado foi a primeira grande edição da obra händeliana, com mais de cem volumes, mas que trazia várias deficiências. Não obstante, representou uma conquista notável para o seu tempo.
Também se credita a ele a redescoberta da partitura da Missa em si menor de Bach, que em seguida ele vendeu à Biblioteca Real de Berlim pelo mesmo preço que havia pago. Além disso, editou a música de vários outros compositores, e em colaboração com Johannes Brahms compilou e publicou a obra para cravo de François Couperin.

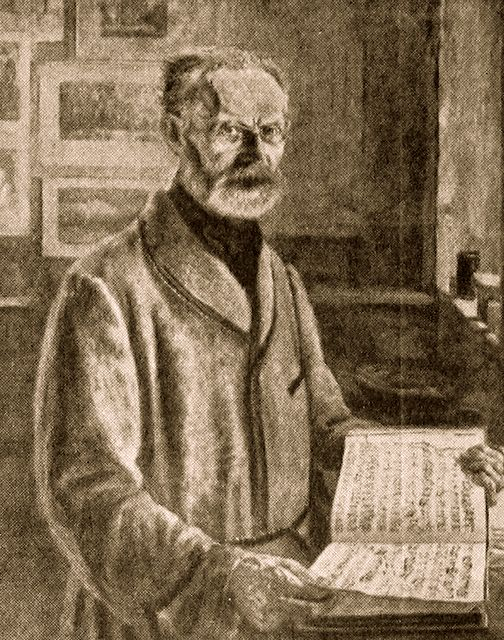
Friedrich Chrysander

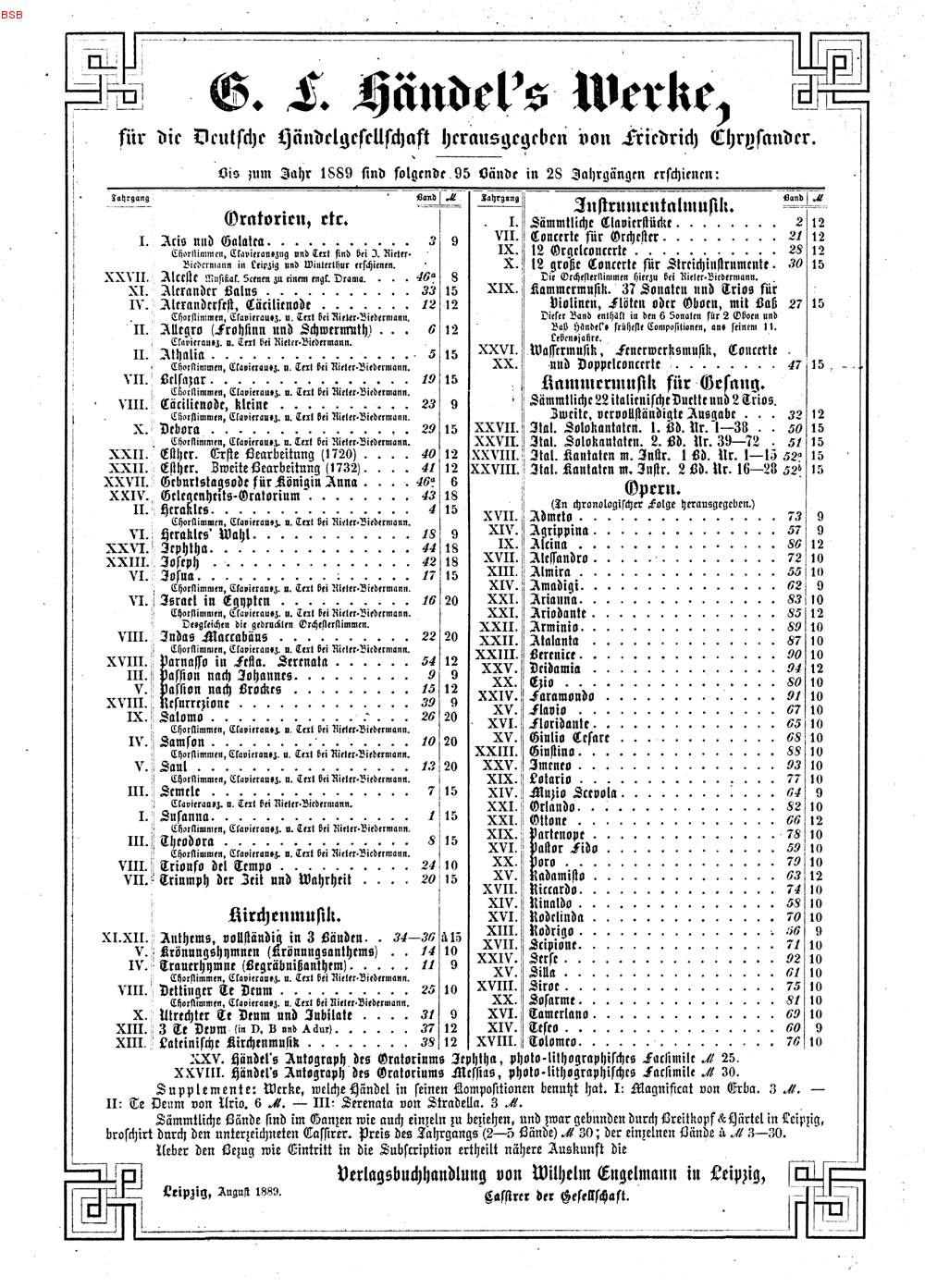
Catálogo das obras publicadas de Handel 1889 (última página do Cantate con strumenti di G.F. Händel (Libro Secondo))

## Publicações
Chrysander fez uma série de publicações sob o nome Händelgesellschaft (ver Händegesellschaft – volumes com Chrysander como editor).
Outras publicações de Chrysander incluem:
| Publicação                                                                                             | Publicado   | Manuscrito                              | Notas e obras |
| --- | ----------- | --------------------------------------- | --- |
| G.F. Händel – (Volume 1)                                                                               | 1858        | Livros do Google                        | Uma biografia de 495 páginas de Handel. Volume 1. Escrito em alemão. As duas partes principais do livro cobrem os períodos da vida de Händel de 1685 a 1706 e de 1707 a 1720. |
| XV Solos para Flauta, Hoboy ou Violino Alemão com um baixo completo para o Harpsicord ou Violino Baixo | 1879        | IMSLP                                   | Um volume de 72 páginas contendo sonatas para vários instrumentos, composto por Handel. Apesar do título, a publicação contém 20 sonatas, que têm os seguintes números HWV: 379, 359b, 360, 361, 362, 363b, 364a, 365, 366, 367b, 368, 369, 370, 371, 372, 373, 374, 375, 376, Sonata (espúria) As primeiras 16 sonatas acima (379 a 373) foram reimpressas no volume HG 27 (parte I). A Sonata VI (364a) e as quatro últimas sonatas foram incluídas como parte do volume HG 48 (pp. 112-139). |
| Les oeuvres de Arcangelo Corelli – (Volume 1)                                                          | 1888        | Livros do Google (Reimpressão do Op. 1) | Publicado em parceria com Joachim. Op. 1: Sonate da chiesa a trè. Doze sonatas de igreja. Op. 2: Sonate da camera a trè. Doze sonatas de câmara. |
| Les oeuvres de Arcangelo Corelli – (Volume 2)                                                          | 1888 – 1891 |                                         | Publicado em parceria com Joachim. Op. 3: Sonate da chiesa a trè. Doze sonatas de igreja. Op. 4: Sonate da camera a trè. Doze sonatas de câmara. |
| Les oeuvres de Arcangelo Corelli – (Volume 3)                                                          | 1888 – 1891 |                                         | Publicado em parceria com Joachim. Op. 5: 12 Suonati a violino e violone o cimbalo. Doze sonatas para violino. |
| Les oeuvres de Arcangelo Corelli – (Volumes 4 e 5)                                                     | 1891        |                                         | Publicado em parceria com Joachim. Op. 6: 12 concertos grossi. |